# Ambassade de France à Malte
L'ambassade de France à Malte est la représentation diplomatique de la République française auprès de la république de Malte. Elle est située à La Valette la capitale du pays, et son ambassadrice est depuis 2024 Sandrine Lelong-Motta.

## Ambassade
L'ambassade est située à l'angle des rues Melita et Old Bakery à La Valette. Elle accueille aussi une section consulaire.

## Ambassadeurs
| De   | À    | Ambassadeur                   |
| ---- | ---- | ----------------------------- |
| 1964 | 1966 | Achille Andreani              |
| 1966 | 1968 | Georges Demeure               |
| 1968 | 1970 | Joseph Bonavita               |
| 1970 | 1971 | Philippe Thiollier            |
| 1971 | 1974 | Imbert de Laurens-Castelet    |
| 1974 | 1976 | Pierre Boyer                  |
| 1976 | 1978 | Serge Gelade                  |
| 1978 | 1981 | Albert Féquant                |
| 1981 | 1985 | Gabriel Lecomte               |
| 1985 | 1987 | Paul-Henry Manière            |
| 1987 | 1991 | Jacques de Beausse            |
| 1991 | 1994 | Samuel Le Caruyer de Beauvais |
| 1994 | 1998 | Patrick Amiot                 |
| 1998 | 2002 | Didier Destremau              |
| 2002 | 2005 | Patrick Chrismant             |
| 2005 | 2008 | Jean-Marc Rives               |
| 2008 | 2011 | Daniel Rondeau                |
| 2012 | 2014 | Michel Vandepoorter           |
| 2014 | 2018 | Béatrice Le Fraper Du Hellen  |
| 2018 | 2021 | Brigitte Curmi                |
| 2021 | 2024 | Agnès Von der Mühll           |
| 2024 | auj  | Sandrine Lelong-Motta         |

## Relations diplomatiques
Les relations diplomatiques entre la France et Malte ont commencé dès l'indépendance de l'île en 1964. Après avoir nommé des chargés d'affaires, la France a désigné son premier ambassadeur en 1970. Les relations se sont intensifiées depuis l'adhésion de Malte à l'Union européenne en 2004.

## Consulat

### Communauté française
Au 31 décembre 2016, 966 Français sont inscrits sur les registres consulaires à Malte.
| 2001 | 2002 | 2003 | 2004 |
| ---- | ---- | ---- | ---- |
| 216  | 220  | 219  | 235  |

| 2005 | 2006 | 2007 | 2008 |
| ---- | ---- | ---- | ---- |
| 253  | 297  | 296  | 326  |

| 2009 | 2010 | 2011 | 2012 |
| ---- | ---- | ---- | ---- |
| 364  | 399  | 497  | 542  |

| 2013 | 2014 | 2015 | 2016 |
| ---- | ---- | ---- | ---- |
| 600  | 682  | 748  | 966  |

### Circonscriptions électorales
Depuis la loi du 22 juillet 2013 réformant la représentation des Français établis hors de France avec la mise en place de conseils consulaires au sein des missions diplomatiques, les ressortissants français d'une circonscription recouvrant une partie de l'Italie (circonscriptions consulaires de Rome et de Naples), Malte et le Vatican élisent pour six ans cinq conseillers consulaires. Ces derniers ont trois rôles : 
1. ils sont des élus de proximité pour les Français de l'étranger ;
2. ils appartiennent à l'une des quinze circonscriptions qui élisent en leur sein les membres de l'Assemblée des Français de l'étranger ;
3. ils intègrent le collège électoral qui élit les sénateurs représentant les Français établis hors de France. Afin de respecter la représentativité démographique, un délégué consulaire est élu pour compléter ce collège électoral.

Pour l'élection à l'Assemblée des Français de l'étranger, Malte appartenait jusqu'en 2014 à la circonscription électorale de Rome, comprenant aussi l'Italie, Saint-Marin et le Vatican, et désignant quatre membres. Malte appartient désormais à la circonscription électorale « Europe du Sud » dont le chef-lieu est Rome et qui désigne cinq de ses 21 conseillers consulaires pour siéger parmi les 90 membres de l'Assemblée des Français de l'étranger.
Pour l'élection des députés des Français de l’étranger, Malte dépend de la 8e circonscription comprenant aussi Chypre, Grèce, Israël, Italie, Saint-Marin, Vatican et Turquie.